# Цислейтания
Цислейтания (на немски: Cisleithanien) се нарича австрийската част от Австро-Унгария, дуалистична монархия, образувана през 1867 и просъществувала до 1918. Цислейтания включва земите на бившата Австрийска империя. Понякога тези земи на немски са наричани Die im Reichsrat vertretenen Königreiche und Länder" („Кралствата и земите, представени в Имперския съвет“).
Столица на Цислейтания е Виена. Населението на австрийската част на Империята наброява 28 571 900 души (1910).
Латинското название Цислейтания идва от името на река Лейта, която разделя двете части на Империята. Така Цислейтания може да се преведе като Земите на запад от Лейта. Транслейтания (унгарската част на Империята), от своя страна се превежда от латински като Земите отвъд Лейта.

## Провинции
Цислейтания е съставена от 15 земи на короната, които са представени в Райхсрата (цислейтанския парламент):
| Провинция                        | Столица             |
| -------------------------------- | ------------------- |
| Кралство Бохемия                 | Праг (Прага)        |
| Херцогство Буковина              | Черновиц (Черновци) |
| Кралство Галиция и Лодомерия     | Лемберг (Лвов)      |
| Ерцхерцогство Горна Австрия      | Линц                |
| Кралство Далмация                | Спалато             |
| Ерцхерцогство Долна Австрия      | Санкт Пьолен        |
| Херцогство Залцбург              | Залцбург            |
| Херцогство Каринтия              | Клагенфурт          |
| Херцогство Крайна                | Лайбах (Любляна)    |
| Маркграфство Моравия             | Брюн (Бърно)        |
| Херцогство Горна и Долна Силезия | Тропау (Опава)      |
| Княжеско графство Тирол          | Инсбрук             |
| Провинция Форарлберг             | Брегенц             |
| Херцогство Щирия                 | Грац                |
| Австрийско приморие              | Триест              |

## Политическо устройство
Всяка земя на короната има регионално събрание Landtag, което изпраща свои представители Reichsrat-а (от 1873).
Райхсратът, състоящ се от 498 членове, е площадка на противоборство между немските и славянски националисти в Империята. Най-отявлени са чешките представители. Първоначално в Райхсрата доминират немските представители, но след изборните реформи от 1907 г. славянските представители получават парламентарно мнозинство, след премахването на класовото изборно право.
За представянето на федералните работи (финанси, отбрана. Райхсрата назначава делегация от 60 члена, които дискутират тези работи с императора.
действията на политиците често са парализирани от постоянните противоречия между отделните националисти. В резултат на това след 1909 император Франц Йозеф започва да управлява империята самодържавно, чрез издавани от него укази.
Райхсратът е разпуснат през март 1914 и е свикан чак след възкачването на престола на Карл I 1916 година.

## Етнически състав на населението (1910)
| Народност | % от населението на Цислейтания |
| --------- | ------------------------------- |
| Немци     | 33%                             |
| Чехи      | 22%                             |
| Поляци    | 15%                             |
| Русини    | 12%                             |
| Словенци  | 5%                              |
| Италианци | 3%                              |
| Хървати   | 3%                              |
| Други     | 7%                              |